# Crocidura arabica
Crocidura arabica là một loài động vật có vú trong họ Chuột chù, bộ Soricomorpha. Loài này được Hutterer & Harrison mô tả năm 1988.